# Инновационная деятельность
Инновационная деятельность — комплекс научных, технологических, организационных, финансовых и коммерческих мероприятий, направленный на коммерциализацию накопленных знаний, технологий и оборудования. Результатом инновационной деятельности являются новые или дополнительные товары/услуги или товары/услуги с новыми качествами.

Также инновационная деятельность может быть определена как деятельность по созданию, освоению, распространению и использованию инноваций.
Инновационная деятельность — это деятельность, направленная на использование и коммерциализацию результатов научных исследований и разработок для расширения и обновления номенклатуры и улучшения качества выпускаемой продукции (товаров, услуг), совершенствования технологии их изготовления с последующим внедрением и эффективной реализацией на внутреннем и зарубежных рынках, предполагающая целый комплекс научных, технических, технологических, организационных, финансовых и коммерческих мероприятий, которые в своей совокупности приводят к инновациям

## Виды и формы
Различают несколько видов инновационной деятельности:
1. научные исследования и опытно-конструкторские разработки (НИОКР);
2. создание продуктов с новыми полезными свойствами;
3. технологические инновации: получение нового или эффективного производства имеющегося продукта, изделия, техники; подготовка и организация производства, изменения в процедурах, методах и стандартах производства и контроля качества, необходимых для изготовления нового продукта или применения нового технологического процесса;
4. процессные инновации: производственное проектирование, дизайн и разработки новых методов производства, новых производственных процессов, включая подготовку планов и чертежей, технических спецификаций и т.д.;
5. Организационные нововведения – совершенствование системы менеджмента;
6. Приобретение овеществленных технологий – машин и оборудования, по своему технологическому назначению связанных с внедрением технологических и прочих инноваций;
7. приобретение неовеществленных технологий в форме патентов, лицензий (договоров) на использование изобретений, промышленных образцов, полезных моделей, раскрытия ноу-хау, а также услуг технологического содержания; приобретение программных средств, связанных с осуществлением технологических инноваций;
8. обучение, подготовка и переподготовка персонала;
9. маркетинговые инновации – реализация новых или значительно улучшенных маркетинговых методов, охватывающих существенные изменения в дизайне и упаковке продуктов, использование новых методов продаж и презентации продуктов (услуг), их представления и продвижения на рынки сбыта, формирование новых ценовых стратегий

## Политика
Вопросам управления инновационной деятельностью посвящено отдельное направление менеджмента — инновационный менеджмент.
Для финансирования инновационной деятельности создаются венчурные фонды.